# Albert Johnson (bokser)
Albert Johnson – jamajski bokser, brązowy medalista Igrzysk Ameryki Środkowej i Karaibów z roku 1938.